# La generació robada
La generació robada  (títol original: Rabbit-Proof Fence) és una pel·lícula australiana dirigida per Phillip Noyce, estrenada l'any 2002. Ha estat doblada al català
És tracta de l'adaptació d'un llibre (Follow the Rabbit-Proof Fence) de Doris Pilkington Garimara, on l'autora conta la infantesa de la seva mare, una de les víctimes de les « Generacions robades ». Aquest relat s'ha tret d'una història verdadera.

## Argument
Als anys 1930, el protector en cap dels aborígens, Mr Neville, decideix enviar Molly, jove de 14 anys de mare aborigen i de pare blanc, a un camp d'educació per a joves aborígens, així com la seva germana petita de 8 anys, Daisy, i la seva cosina Gracie, 10 anys. Hauran de ser formades per convertir-se en mestresses de casa, al servei de riques famílies blanques, i destinades a ser més tard casades amb blancs. L'objectiu d'aquesta política és de fer desaparèixer tota traça de mestissatge amb aborígens.
Separats per la força dels seus pares recorren 2 500 km per trobar-los.

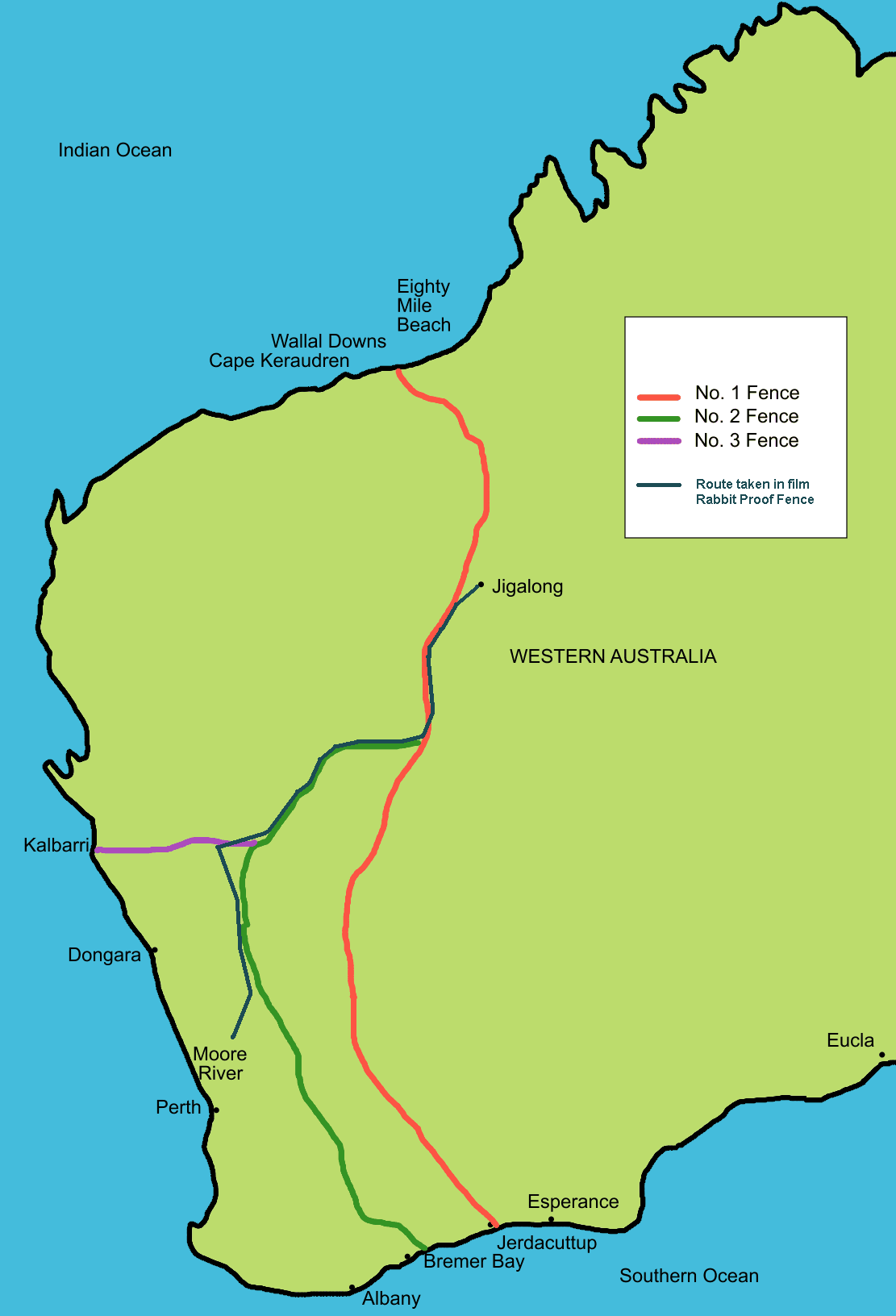
El trajecte de les tres petites, de Moore River a Jigalong (en negre).

## Repartiment

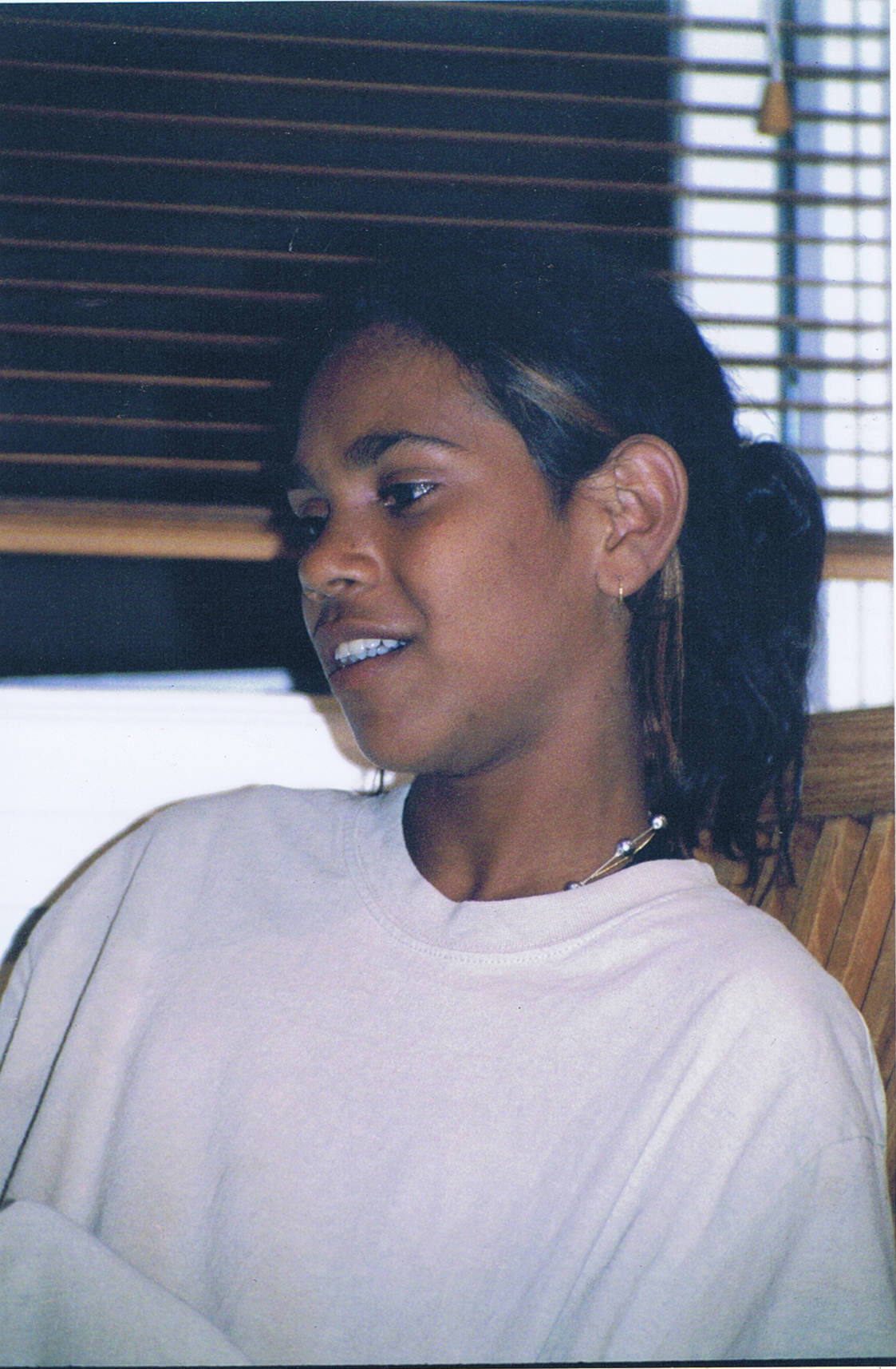
Everlyn Sampi (aquí l'any 2003), actriu principal del film.

- Everlyn Sampi: Molly
- Tianna Sansbury: Daisy
- Laura Mongahan: Gracie
- Kenneth Branagh: A.O. Neville
- Ningali Lawford: Maude
- David Gulpilil: Moodoo
- Deborah Mailman: Mavis
- Jason Clarke: Riggs
- Myarn Lawford: L'àvia de Molly

## Música
La música, composta per Peter Gabriel, ha donat lloc a un àlbum titulat Long Walk Home, editat l'any 2002 amb l'etiqueta Real World, a Virgin Records.
Pistes:
1. Jigalong – 4 min 3 s
2. Stealing the Children – 3 min 19 s
3. Unlocking the Door – 1 min 57 s
4. The Tracker – 2 min 47 s
5. Running to the Rain – 3 min 18 s
6. On the Map – 58 s
7. A Sense Of Home - 1 min 59 s
8. Go Away, Mr Evans – 5 min 14 s
9. Moodoo's Secret – 3 min 2 s
10. Gracie's Recapture – 4 min 40 s
11. Crossing the Salt Pan – 5 min 7 s
12. The Return, Parts 1-3 – 11 min 25 s
13. Ngankarrparni [Sky Blue (Recuperació)] – 6 min 1 s
14. The Rabbit-Proof Fence – 1 min 8 s
15. Cloudless – 4 min 49 s

## Distincions
- Aquest film forma part de la Llista de l' BFI dels 50 films a veure abans de fer 14 anys establerta l'any 2005 pel British Film Institute.
- 2002: Nominada al Globus d'Or a la millor banda sonora original